# Elapognathus minor
Elapognathus minor är en ormart som beskrevs av Günther 1863. Elapognathus minor ingår i släktet Elapognathus och familjen giftsnokar och underfamiljen havsormar. Inga underarter finns listade i Catalogue of Life.
Arten förekommer med två populationer i sydvästra hörnet av delstaten Western Australia i Australien. Habitatet utgörs av hedområden nära träskmarker samt av fuktiga lövskogar. Denna orm jagar främst groddjur. Den gömmer sig mellan grästuvor och i annan låg växtlighet. Honor lägger inga ägg utan föder cirka 10 levande ungar per tillfälle.
Beståndet klarade landskapsförändringar under historisk tid. I regionen inrättades flera skyddszoner. IUCN kategoriserar arten globalt som livskraftig (LC).